# Antônio Imbassahy
Antônio José Imbassahy da Silva GCRB • GCMD • ComMM (Salvador, 12 de março de 1948) é um engenheiro eletricista e político brasileiro filiado ao Partido da Social Democracia Brasileira (PSDB). Foi ministro-chefe de Governo durante o governo Michel Temer. Pela Bahia, foi governador, deputado federal por dois mandatos, prefeito da capital Salvador e presidente da Assembleia Legislativa.
Eleito deputado federal pelo PSDB, foi escolhido líder de seu partido na Câmara dos Deputados, em dezembro de 2015 e empossado em 3 de Fevereiro de 2016. Em dezembro do mesmo ano, foi escolhido para ser o ministro da Secretaria de Governo, substituindo Geddel Vieira Lima. Pediu demissão da Secretaria em 8 de dezembro de 2017.

## Carreira
Antônio Imbassahy formou-se em Engenharia Elétrica pela Universidade Federal da Bahia em 1969. Foi presidente da Companhia de Eletricidade do Estado da Bahia (COELBA) em 1989. Nas eleições de 1990 elegeu-se deputado estadual, chegando à presidência da Assembleia Legislativa da Bahia em 1994. Neste mesmo ano assumiu o governo estadual após as renúncias do governador Antonio Carlos Magalhães e do vice Paulo Souto que, respectivamente, disputariam o Senado e o governo estadual. Permaneceu no cargo até 31 de dezembro, quando deu lugar a Souto, eleito naquele ano. No ano de 1995 foi presidente da Eletrobras. Em 1996 foi eleito prefeito de Salvador, reelegendo-se em 2000. Em 1998, como prefeito, Imbassahy foi admitido pelo presidente Fernando Henrique Cardoso à Ordem do Mérito Militar no grau de Comendador especial.
Desde o início ligado ao grupo político comandado por Antônio Carlos Magalhães, em 2005 Imbassahy rompeu com o Carlismo, deixou o PFL e filiou-se ao PSDB, presidindo o diretório estadual da legenda entre 2005 e 2010. Em 2006, disputou uma vaga ao Senado, ficando em terceiro lugar. Nas eleições de 2008, candidatou-se novamente à prefeitura de Salvador, mas terminou a disputa na quarta posição. No ano de 2010, elegeu-se deputado federal, tendo sido reeleito em 2014. Na Câmara foi Vice-líder do PSDB em três ocasiões (16 de fevereiro de 2011 a 3 de fevereiro de 2012, 25 de setembro de 2012 a 1 de fevereiro de 2013 e 15 de julho de 2015 a 19 de novembro de 2015), além de Vice-líder da Minoria (15 de fevereiro de 2012 a 9 de abril de 2013), Líder da Minoria (5 de fevereiro de 2013 a 8 de abril de 2014) e Líder do PSDB por duas vezes (4 de fevereiro de 2014 a 1 de fevereiro de 2015 e de 3 de fevereiro de 2016 até 2 de fevereiro de 2017).

### Sucessão de Eduardo Cunha
Em maio de 2016 o PSDB chegou a indicar ao presidente interino Michel Temer o nome de Antônio Imbassahy para substituir o então presidente da Câmara Eduardo Cunha, acusado de diversas irregularidades e afastado do cargo pelo Supremo Tribunal Federal. A ideia era que a candidatura emergisse a partir de um acordo político que viabilizasse novas eleições para o comando da Casa. No entanto, após Cunha renunciar em Julho e de serem abertas inscrições para as candidaturas, Imbassahy e o PSDB decidiram apoiar Rodrigo Maia, do Democratas, em uma aliança que inclui parte do PT e visa derrotar o chamado "Centrão", aliado ao ex-presidente.
Em agosto de 2017 votou contra o processo em que se pedia abertura de investigação do então Presidente Michel Temer, ajudando a arquivar a denúncia do Ministério Público Federal.
Atualmente e secretário de representação do estado de São Paulo em Brasília.

## Controvérsias

### Voto fotografado
O parlamentar envolveu-se em polêmica em 2013 durante a votação da cassação do deputado federal Natan Donadon, que encontrava-se preso. Imbassahy filmou seu voto, favorável à perda de mandato do colega, alegando "inaugurar o voto aberto" na Casa. Com isso, foi acusado de ferir o regimento interno da Câmara de Deputados. O deputado chegou a escrever um artigo de jornal para se justificar e encampou, junto com seu partido, uma campanha em prol do voto aberto na Câmara.

### Lava Jato
Nas eleições de 2014, Imbassahy teria recebido doações de R$ 30 mil da Braskem, empresa ligada à Odebrecht (atual Novonor), R$ 250 mil da OAS e R$ 76,8 mil da UTC.